# Karl Krafft-Lortzing
Karl Krafft-Lortzing (* 16. Februar 1856 in Wien; † 22. Juli 1923 in Pasing)  war ein österreichischer Kapellmeister und Komponist.

## Leben
Krafft-Lortzing war Theaterkapellmeister. 1900 wurde er von der Stadt Innsbruck zum neuen Dirigenten des Innsbrucker Stadtorchesters erwählt. Ostern 1901 trat er diese Stelle an. Zu seinen Pflichten gehörte es, jeden Sonntag im Hotel Grauer Bär und jeden Montag im Habsburger Hof zu konzertieren. An den übrigen Tagen trat er im Stadtsaal auf.

## Familie
Karl Krafft-Lortzing wurde als jüngster von vier Geschwistern als Sohn von Karl Krafft (1819–1900) und Caroline Elisabeth Henriette Charlotte Lortzing (1828–1917) geboren. Sein Sohn ist der Sänger Alfred Krafft-Lortzing. Sein Großvater war der Komponist Albert Lortzing.

## Werke (Auswahl)
- Die Löwenbraut (Oper)
- Die drei Wahrzeichen (Oper)
- Frau Hitt (Oper nach einem Roman von Franz Dolliner)
- Erzherzog-Eugen-Marsch
- Chant d’Avril, Walzer-Intermezzo